# Wilhelm Kuczynski
Wilhelm Kuczynski (* 31. Mai 1842 in Posen; † 28. November 1918 in Berlin) war ein deutscher Bankier und Unternehmer.

## Leben
Seine Eltern, der Kaufmann Abraham Nachman Kuczynski (1803–1862) und Emilie Cohn († 1860), waren jüdischen Glaubens. Abraham Nachman Kuczynski stammte aus Witkowo und hatte ein Kolonialgeschäft in der Stadt Posen, wo Wilhelm Kuczynski 1842 geboren wurde. Nach dem Tod seiner Eltern kam er um 1868 nach Berlin. Dort arbeitete Kuczynski als Bankier in der 1869 gegründeten Bank Wolff und Kuczynski, deren Alleininhaber er 1879 wurde. Das Unternehmen war wirtschaftlich stabil und existierte über Kuczynskis Tod hinaus bis zur Auflösung 1938.
Kuczynski war Mitbegründer der Handelshochschule Berlin und Mitglied des Ältestenrats der Berliner Kaufmannschaft. Er engagierte sich in verschiedenen Organisationen wie der Gesellschaft der Freunde (Mitglied ab 1891), dem Hilfsverein für jüdische Studenten und dem Berliner Kinderschutzverein, in dessen Vorstand er war.
Wilhelm Kuczynski heiratete 1873 die in Paris aufgewachsene Lucy Brandeis (1855–1913). Sie stammte aus einer Familie linker Intellektueller, die von Deutschland nach Frankreich emigriert war und 1870 mit Beginn des Deutsch-Französischen Krieges vorübergehend wieder zurückkehrte. Aus der Ehe gingen drei Töchter hervor und ein Sohn, der Ökonom Robert René Kuczynski. Zu Wilhelm Kuczynskis Enkeln gehörten Jürgen Kuczynski und Ruth Werner. Jürgen Kuczynski urteilte später über seinen Großvater, er sei „ein durchschnittlicher, jedoch überaus erfolgreicher Bankier“ gewesen, sowie „ein schwarzes Schaf in der Familie, kleinbürgerlich beschränkt, anständig im Persönlichen und Millionär“.